# Pierre Brocca
Pierre Brocca, né le 4 janvier 1925 à Port-de-Bouc et mort le 12 septembre 1990 à Marseille, est un joueur de boules français. En son honneur a été créé le « prix du Souvenir Pierre-Brocca » qui se déroule chaque année à Martigues dans les Bouches-du-Rhône.

## Débuts
Il commença à jouer à la mêlée avec les retraités du chantier de Provence à Port-de-Bouc quand il avait 11 ans. Quand il n'avait pas assez d'argent pour avancer la mise, les "pépés" la lui payaient pour pouvoir jouer avec lui. Ensuite, repéré pour son tir, il continua à jouer dans les concours pour hommes, notamment en doublette avec Hector de Fabritis, dit "Guêtre".

## Clubs
- ?-? : Boule Gémenosienne (Bouches du Rhône)

## Palmarès

### Championnats de France
Champion de France
- Doublette 1972 (avec Charles Simon) : Boule Gémenosienne

Finaliste
- Triplette 1963 (avec Hector De Fabritis et Maurice Rohner)[3] : Boule Gémenosienne

### Mondial la Marseillaise
Vainqueur
- 1971 (avec Gabriel Binder et Albert Pisapia)
- 1977 (avec François Bezza et Charles Simon)

Finaliste
- 1984 (avec Jean-Claude Palmerini et Robert Trovatelli)

### Autres titres
- Vainqueur du Xe Marathon de Pétanque à Casablanca en 1980 avec Jean-Marc Foyot et Louis Farinetti.

## Reconnaissance
Pierre Brocca est reconnu dans le monde bouliste comme étant un grand champion de son époque : « Il est l'un des plus grands. Il fait honneur à notre sport »
Grand tireur : « Il reste un des plus grands tireurs de pétanque »
Il a été l'un des plus grands et a joué avec des grands, parfois connus pour d'autres activités, comme Henri Salvador : « au jeu Provençal, il va falloir compter avec lui [Pierre Brocca] Henri Salvador et Raymond Gouin, qui furent ses partenaires privilégiés et croient beaucoup en lui ».
Le 28 juin 2011, un article hommage est paru dans la Marseillaise à l'honneur de « Pierre le Grand », pour les 50 ans du Mondial la Marseillaise.